# Pomatoschistus
Pomatoschistus é um género de peixe da família Gobiidae.
Este género contém as seguintes espécies:
- Pomatoschistus canestrinii
- Pomatoschistus minutus
- Pomatoschistus microps